# Heart in a Cage
Heart in a Cage – piosenka i drugi singel z trzeciego albumu amerykańskiego zespołu indierockowego The Strokes zatytułowanego First Impressions of Earth. Jest to trzeci utwór w kolejności na płycie. Został wydany 20 marca 2006 w Wielkiej Brytanii i 18 kwietnia tego samego roku na świecie. B-side singla w wersji CD1 zawiera ich wersję piosenki Ramones Life's a Gas, zaś na wersji CD2 umieszczono pierwotną wersję piosenki You Only Live Once, wtedy pod tytułem I'll Try Anything Once, która jest także uwzględniona na wersji 7" singla, wykonana przez Nicka Valensiego na keyboardzie.

## Informacje
Według Juliana Casablancasa Heart in a Cage była najstarszą piosenką, która była gotowa na album. Pierwotnie planowano ją umieścić na drugiej płycie zatytułowanej Room on Fire, ale podczas prac nad nią zespół nie miał czasu jej dopracować do tego stopnia, aby byli zadowoleni z efektu. Wokalista stwierdził, że „zbyt bardzo polubili ten utwór, żeby śpieszyć się z jego produkcją, toteż upewnili się, że będzie to jedna z pierwszych piosenek, nad którą będą pracować z myślą o kolejnym albumie”.

## Recenzje
NME wydał pozytywną opinię o piosence, chwaląc szczególnie melodię i ponury tekst. Jednocześnie uznał utwór za przypominający klimatem Is This It, debiutancki album grupy. W podobnym tonie utrzymana była recenzja serwisu contactmusic.com, zauważająca głównie charakterystyczne dla zespołu brzmienie oraz wściekłość w śpiewie Casablancasa. Zdaniem autorów serwisu tekst opowiada o paranoi, zawiści i poczuciu bycia uwięzionym. Piosenka została doceniona za wysoki poziom, spełnienie oczekiwań publiczności oraz za bycie „murowanym hitem w pierwszej dziesiątce”.

## Teledysk
Teledysk został wyreżyserowany w Nowym Jorku przez Samuela Bayera. Został nakręcony w czarno-białych barwach i przedstawia zespół, wykonujący piosenkę na szczycie wysokiego wieżowca oraz leżącego na chodniku wokalistę Juliana Casablancasa. W rozmowie z Rolling Stone gitarzysta grupy, Albert Hammond, Jr. wspomniał, że prawie zginął podczas realizacji teledysku, kiedy wiatr o prędkości 40 mil na godzinę niemal zepchnął go z krawędzi wieżowca. Muzyk skomentował to słowami, iż „nie jest to pierwszy raz, kiedy prawie umarł podczas realizacji wideoklipu”.

## Lista piosenek

### CD1
1. „Heart in a Cage (Album Version)” – 3:26
2. „Life's a Gas (piosenka Ramones)” – 3:07

### CD2
1. „Heart in a Cage (Album Version)” – 3:26
2. „I'll Try Anything Once (demo "You Only Live Once")” – 3:15
3. „Heart in a Cage (Video)” – 3:26

### 7"
1. „Heart in a Cage” - 3:14
2. „I'll Try Anything Once” (demo „You Only Live Once”) – 3:15

## Pozycje na listach przebojów
| Kraj i nazwa listy (2006)          | Najwyższa pozycja |
| ---------------------------------- | ----------------- |
| Wielka Brytania (UK Singles Chart) | 25                |